# Пижма обыкновенная

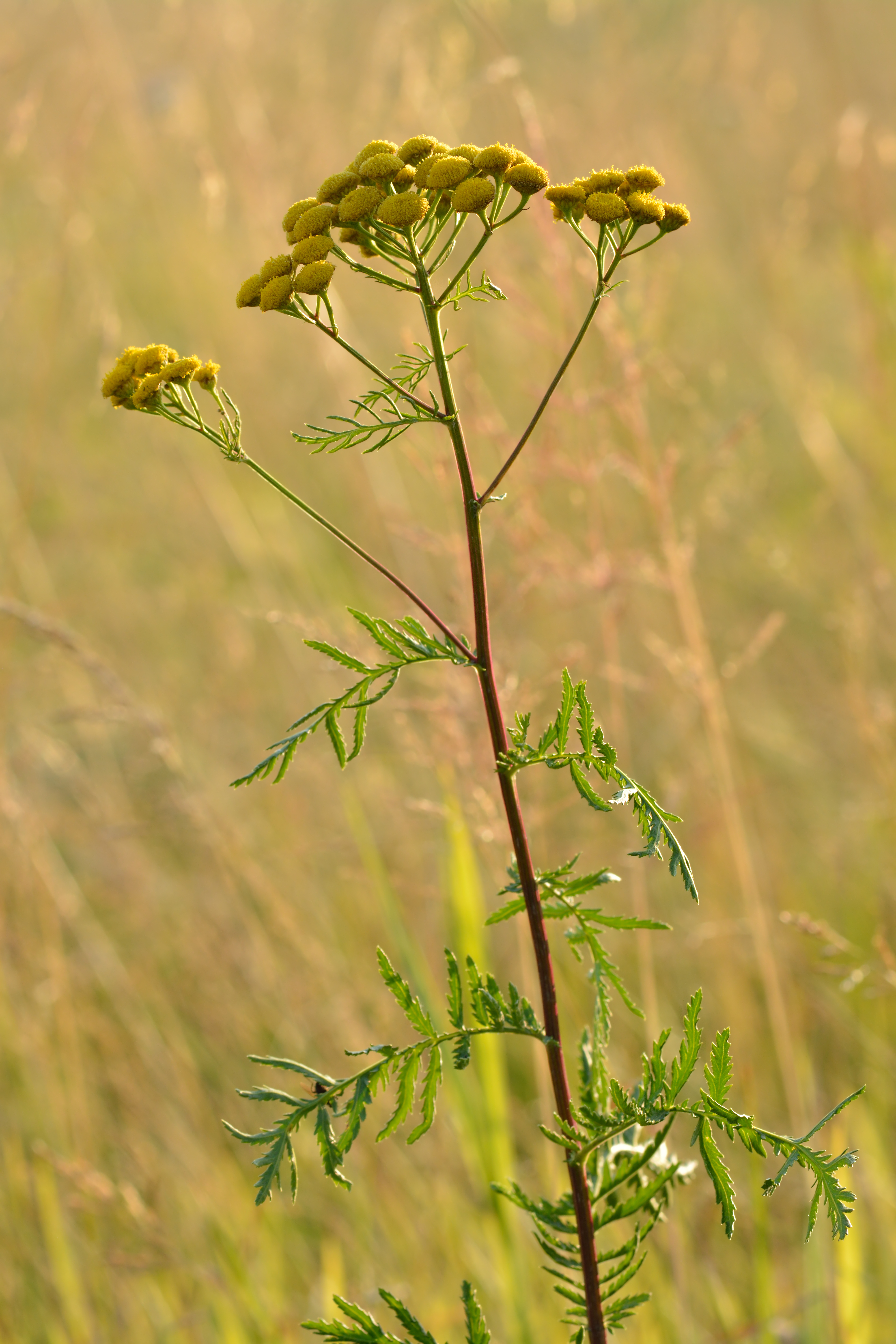
Пижма обыкновенная

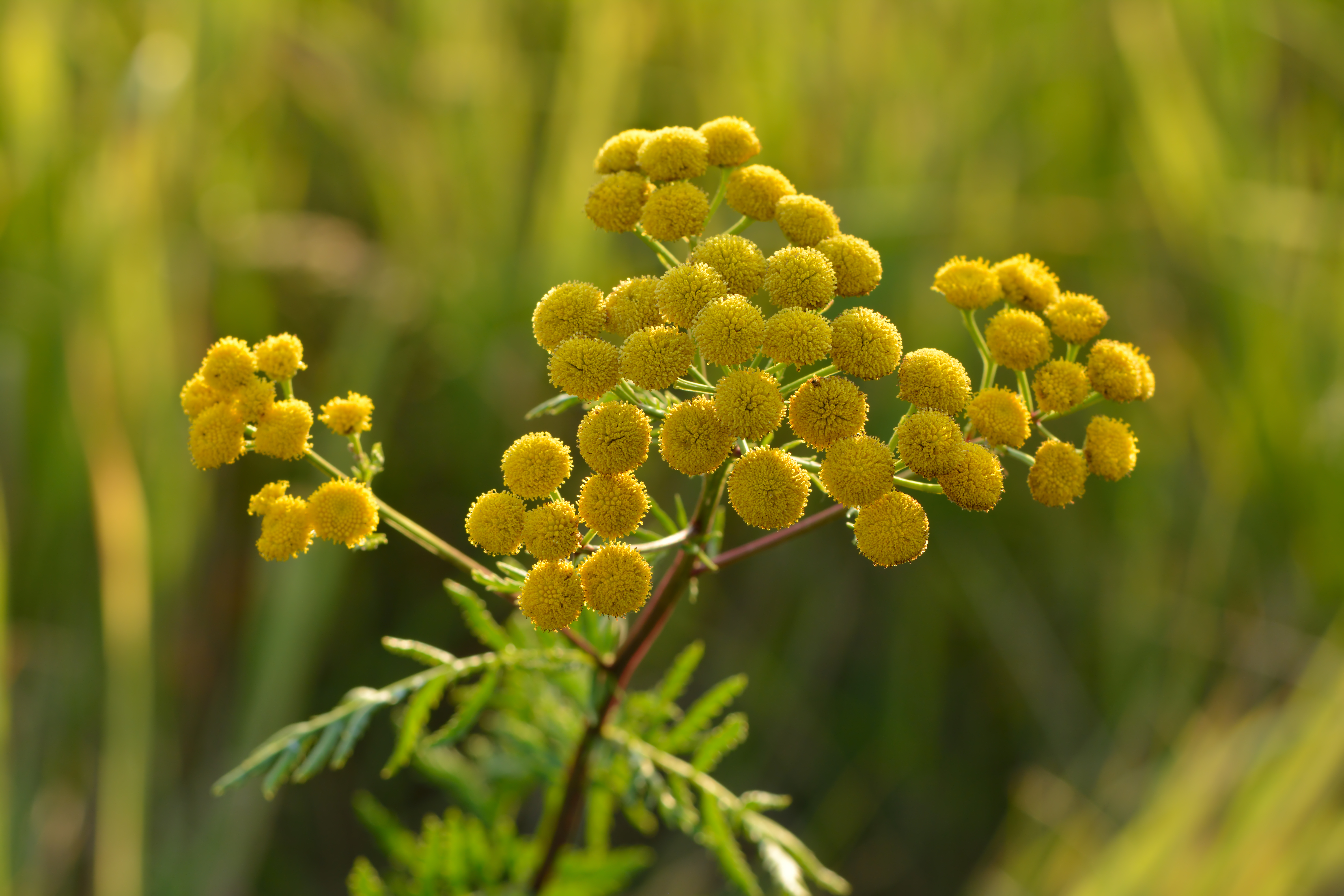
Пижма обыкновенная

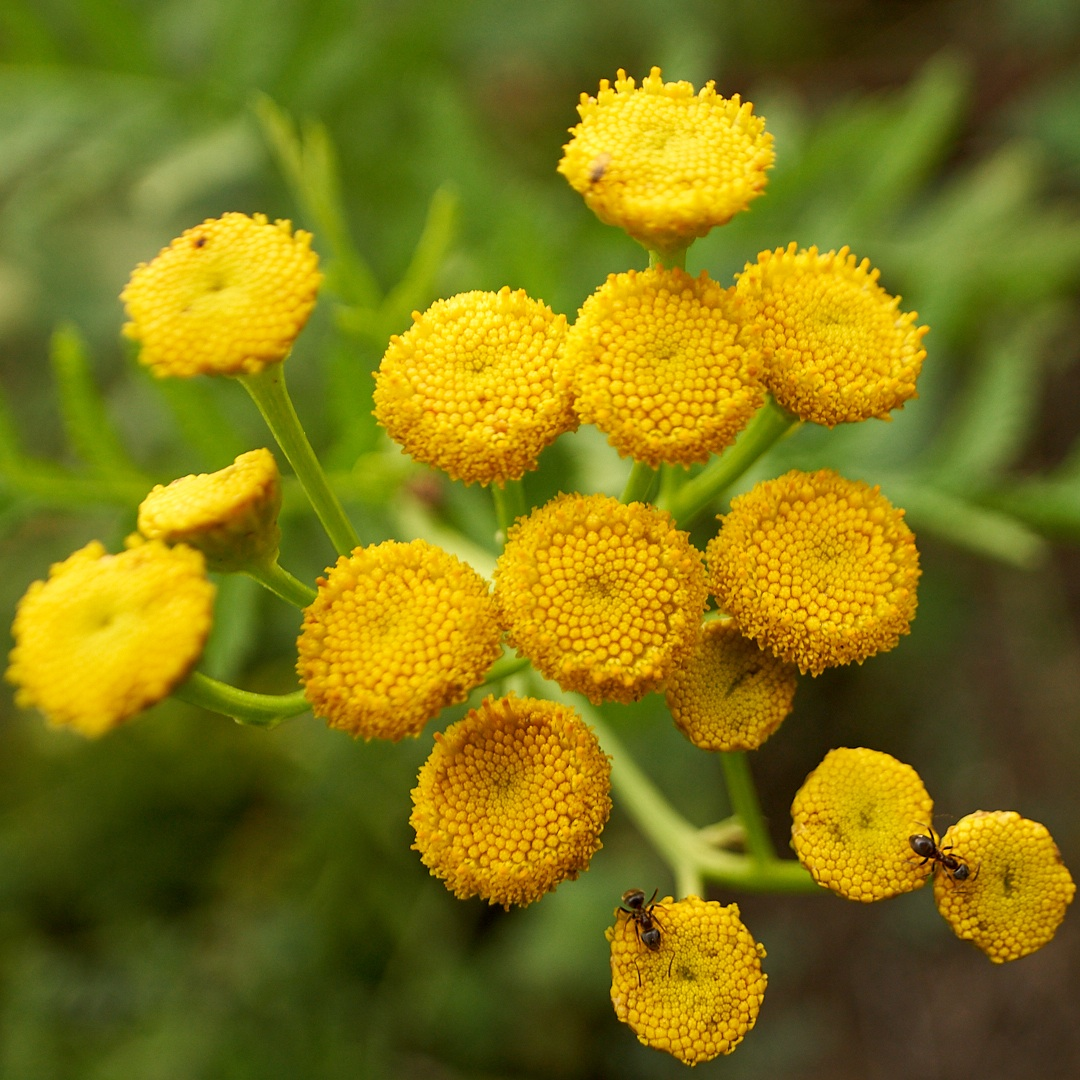
Соцветия

Пи́жма обыкнове́нная (лат. Tanacétum vulgáre) — многолетнее травянистое растение, типовой вид рода Пижма семейства Астровые.
Наряду с пижмой бальзамической является самым распространённым и известным растением рода Пижма.

## Название
Среди народных названий — «полевая рябинка», «дикая рябинка», «приворотень», «сорокобратов», «девятильник».
В некоторых местах России пижмой называют другие растения, например, тысячелистник (Achillea), льнянку обыкновенную (Linaria vulgaris), крестовник (Senecio) и др.

## Ботаническое описание

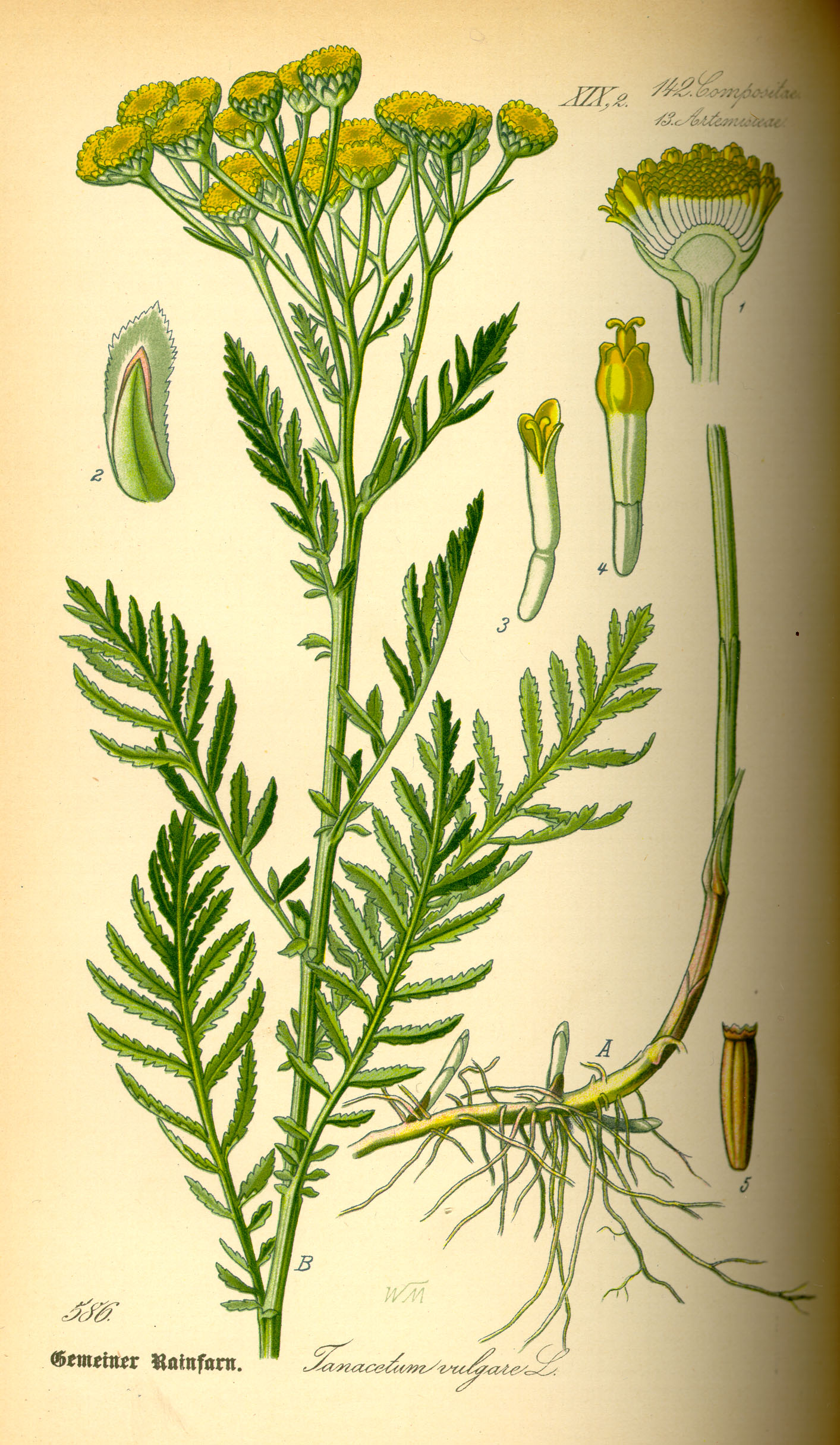
Пижма обыкновенная.

Многолетнее дернистое растение высотой 50—150 см. Растению присущ характерный (камфорный) запах.
Корневище длинное, деревянистое, ползучее, ветвящееся.
Стебли многочисленные, прямые, гранёные, ветвистые в верхней части, слегка опушённые или голые.
Листья очерёдные, продолговато-яйцевидные, дваждыперисторассечённые, с 5—12 парами продолговато-ланцетных, заострённых, пильчатых листочков, реже почти цельнокрайных; с верхней стороны тёмно-зелёные, с нижней — желёзистые, с точками. Самые нижние листья черешковые, остальные — сидячие, жёсткие.
Цветки мелкие, обоеполые, правильные, жёлтые, трубчатые, собраны в корзинки, а те, в свою очередь, в густые верхушечные щитковидные соцветия. Обёртка многорядная, черепитчатая, полушаровидная, листочки обёртки зелёные, с сухоплёнчатым краем; цветоложе голое, периферические цветки женские, иногда короткоязычковые; срединные цветки обоеполые. Опыляются комарами-пискунами.
Формула цветка: {\displaystyle \ast K_{0}\;C_{(5)}\;A_{(5)}\;G_{({\overline {2}})}}.
Плод — продолговатая пятигранная семянка с короткой, мелко зазубренной окраиной.
Цветёт в июле—сентябре. Плоды созревают в августе—сентябре.

## Распространение и экология
Произрастает на всей территории Европы, в Турции, Казахстане, Таджикистане, Кыргызстане, Монголии, Китае, Японии и Корее.
Растёт по дорогам, полям, межам, в кустарниках, на опушках, в луговых степях, берёзовых лесах, на суходольных лугах, в горах и в долинах. Больших зарослей не образует, но встречается повсеместно. Растение лесной и лесостепной зоны. Засоряет многолетние травы длительного пользования, луга, пастбища, сады, огороды.

## Химический состав
Во время цветения в соцветиях пижмы содержатся алкалоиды (0,04—0,5 %), полисахариды, белки, гликозиды, органические кислоты (танацетовая и галлусовая), дубильные и горькие вещества, витамины (аскорбиновая кислота, рутин, каротин), оксифлавононгликозид; в семенах — жирное масло. Пижма обладает способностью накапливать марганец.
В цветках и листьях содержится эфирное масло, количество которого зависит от времени сбора и от места произрастания. Наибольшее содержание эфирного масла (от 1,5 до 2 %) наблюдается в период цветения. Выход эфирного масла из свежих цветущих растений в среднем 0,1—0,2 %, из сухих — 0,2—0,3 %. Эфирное масло из цветков и листьев — жидкость жёлтого или зеленовато-жёлтого цвета. Основным компонентом эфирного масла является β-туйон. Кроме того, в масле содержится α-туйон, пинен, L-камфора и борнеол, а также бициклический сесквитерпеновый непредельный диоксилактонтанацетин. Содержание в сибирских растениях кетонов (туйона и камфоры) колеблется от 0 до 61 %. Если растения произрастают на сухом возвышенном месте, содержание кетонов в масле значительно больше, чем в случае, когда растения произрастают в густых зарослях, на низменных и затенённых местах.
Растение токсично из-за наличия туйона, поэтому не следует допускать его передозировки.

## Значение и применение
Древние египтяне, персы, греки использовали пижму для бальзамирования трупов.
Из корней растения можно получать зелёную краску.
Используется как инсектицидное средство против блох и мух. Репеллент.
Проявляет активность в отношении вируса табачной мозаики.
Пижма обыкновенная — кормовое растение для овец, пятнистых оленей, алтайских маралов (Cervus elaphus sibiricus Severtzow), сусликов, сурков, европейских лосей (Alces alces Linnaeus). В большом количестве для скота ядовито: отмечались случаи отравления домашних животных, которые поедали пижму при однообразии корма; небольшая примесь пижмы в сене придает молоку горький вкус.

### Применение в кулинарии
В Средние века пижмовые блины в Англии были традиционным пасхальным блюдом.
Во Франции, Англии, Венгрии, США, Казахстане и некоторых районах России (Свердловская, Кировская область) пижму культивируют как эфиромасличное растение. Она используется в пищевой и химико-фармацевтической промышленности. Листья используют для ароматизации салатов, консервов, для отдушки ликёров, кондитерских изделий; иногда ими заменяют имбирь, корицу, мускатный орех. Народы Севера обкладывали пижмой мясные туши для предохранения их от разложения. Надземная часть растений в свежем виде применяется как заменитель ванили для выпечных изделий.

### Применение в научной медицине
Препараты на основе пижмы нашли применение в современной медицине. Она включена в фармакопеи Бельгии, Финляндии, а также Португалии (отвар, настой) как антигельминтное. В научной медицине используют цветки пижмы (лат. Flores Tanaceti), собранные в начале цветения и высушенные отдельные цветочные корзинки или щитки с цветоносом длиной не более 4 см (от верхних корзинок). Препараты из них применяют для возбуждения аппетита, улучшения пищеварения, при болезнях печени и кишечника, при бронхиальной астме, ревматизме, как глистогонное средство при аскаридозе и острицах (настой) и средство, повышающее кислотность желудочного сока, при запорах.
Пижма обыкновенная входит в состав желчегонных сборов. Препараты пижмы обыкновенной, содержащие сумму флавоноидов и фенолкарбоновых кислот, разрешены в качестве желчегонных средств.

### Применение в народной медицине
В отечественной народной медицине листья и цветки использовали при гепатите, холецистите, ангиохолите, как вяжущее, при энтероколите, анацидном гастрите, лямблиозе.
В зарубежной народной медицине растение применяли при ревматизме, подагре, язвенной болезни желудка, дизентерии, метеоризме, мигрени, для регуляции менструального цикла, при эпилепсии, истерии, малярии, отёках, желтухе, спазмах желудка, как мочегонное, при пиелонефрите, мочекаменной болезни, для лечения гнойных ран, язв, чесотки, ушибов, фурункулов, при перхоти.
Пижма как ядовитое растение требует осторожности при внутреннем применении. 
В больших дозировках может вызывать выкидыш плода.

## Классификация

### Таксономия[11]
Tanacetum vulgare L., 1753, Sp. Pl. : 844
Вид Пижма обыкновенная относится к роду Пижма семейства Астровые (Asteraceae) порядка Астроцветные (Asterales). Кладограмма в соответствии с Системой APG IV по состоянию на июнь 2023 года
|  |                                      |  |                                   |                                   |                    |  | ещё 10 семейств | ещё 10 семейств |                    |  |                           |  | еще 145 подтвержденных видов и 57 таксонов, ожидающих подтверждения | еще 145 подтвержденных видов и 57 таксонов, ожидающих подтверждения |  |
|  |                                      |  |                                   |                                   |                    |  | ещё 10 семейств | ещё 10 семейств |                    |  |                           |  | еще 145 подтвержденных видов и 57 таксонов, ожидающих подтверждения | еще 145 подтвержденных видов и 57 таксонов, ожидающих подтверждения |  |
|  |                                      |  |                                   | порядок Астроцветные              |                    |  |                 |                 | род Пижма          |  |                           |  |                                                                     |                                                                     |  |
|  |                                      |  |                                   | порядок Астроцветные              |                    |  |                 |                 | род Пижма          |  | два внутривидовых таксона |  |                                                                     |                                                                     |  |
|  | отдел Цветковые, или Покрытосеменные |  |                                   |                                   | семейство Астровые |  |                 |                 | Пижма обыкновенная |  |                           |  |                                                                     |                                                                     |  |
|  | отдел Цветковые, или Покрытосеменные |  |                                   |                                   |                    |  |                 |                 |                    |  |                           |  |                                                                     |                                                                     |  |
|  |                                      |  | ещё 63 порядка цветковых растений | ещё 63 порядка цветковых растений |                    |  |                 | ещё 1804 рода   | ещё 1804 рода      |  |                           |  |                                                                     |                                                                     |  |
|  |                                      |  |                                   | ещё 63 порядка цветковых растений |                    |  |                 |                 | ещё 1804 рода      |  |                           |  |                                                                     |                                                                     |  |

### Внутривидовые таксоны
- Tanacetum vulgare subsp. siculum (Guss.) Raimondo & Spadaro
- Tanacetum vulgare subsp. vulgare

### Синонимы
- Chrysanthemum boreale  B.Fedtsch.
- Chrysanthemum tanacetum  Vis.
- Chrysanthemum umbellatum  Vell.
- Chrysanthemum vulgare  (L.)  Bernh.
- Chrysanthemum vulgare subsp. boreale  (Fisch.  ex  DC.)  Vorosch.
- Chrysanthemum vulgare var. boreale  (Fisch.  ex  DC.)  Makino  ex  Makino  &  Nemoto
- Pyrethrum vulgare  Boiss.
- Tanacetum boreale  Fisch.  ex  DC.
- Tanacetum crispum  Steud.
- Tanacetum vulgare f. vulgare
- Tanacetum vulgare subsp. boreale  (Fisch.  ex  DC.)  A
- Tanacetum vulgare subsp. boreale  (Fisch.  ex  DC.)  Á.Löve  &  D.Löve
- Tanacetum vulgare subsp. boreale  (Fisch.  ex  DC.)  Kuvaev
- Tanacetum vulgare var. boreale  (Fisch.  ex  DC.)  Trautv.  &  C.A.Mey.
- Tanacetum vulgare var. crispum  L.
- Tanacetum vulgare var. vulgare